# Đại Hưng, Bắc Kinh
Đại Hưng (tiếng Trung: 大兴区, pinyin: Dàxīng Qū, Hán Việt: Đại Hưng khu là một quận cận nội thành của thủ đô Bắc Kinh, Trung Quốc. Quận Đại Hưng có diện tích 1012 km², dân số theo điều tra năm 2000 là 672.000 người và mật độ dân số là 664 người/km². Đây là huyện Đại Hưng cho đến 2001 thì được chuyển thành quận.

## Khí hậu
| Dữ liệu khí hậu của Đại Hưng (1991–2020 normals, extremes 1981–2010) | Dữ liệu khí hậu của Đại Hưng (1991–2020 normals, extremes 1981–2010) | Dữ liệu khí hậu của Đại Hưng (1991–2020 normals, extremes 1981–2010) | Dữ liệu khí hậu của Đại Hưng (1991–2020 normals, extremes 1981–2010) | Dữ liệu khí hậu của Đại Hưng (1991–2020 normals, extremes 1981–2010) | Dữ liệu khí hậu của Đại Hưng (1991–2020 normals, extremes 1981–2010) | Dữ liệu khí hậu của Đại Hưng (1991–2020 normals, extremes 1981–2010) | Dữ liệu khí hậu của Đại Hưng (1991–2020 normals, extremes 1981–2010) | Dữ liệu khí hậu của Đại Hưng (1991–2020 normals, extremes 1981–2010) | Dữ liệu khí hậu của Đại Hưng (1991–2020 normals, extremes 1981–2010) | Dữ liệu khí hậu của Đại Hưng (1991–2020 normals, extremes 1981–2010) | Dữ liệu khí hậu của Đại Hưng (1991–2020 normals, extremes 1981–2010) | Dữ liệu khí hậu của Đại Hưng (1991–2020 normals, extremes 1981–2010) | Dữ liệu khí hậu của Đại Hưng (1991–2020 normals, extremes 1981–2010) |
| Tháng                                                                | 1                                                                    | 2                                                                    | 3                                                                    | 4                                                                    | 5                                                                    | 6                                                                    | 7                                                                    | 8                                                                    | 9                                                                    | 10                                                                   | 11                                                                   | 12                                                                   | Năm                                                                  |
| -------------------------------------------------------------------- | -------------------------------------------------------------------- | -------------------------------------------------------------------- | -------------------------------------------------------------------- | -------------------------------------------------------------------- | -------------------------------------------------------------------- | -------------------------------------------------------------------- | -------------------------------------------------------------------- | -------------------------------------------------------------------- | -------------------------------------------------------------------- | -------------------------------------------------------------------- | -------------------------------------------------------------------- | -------------------------------------------------------------------- | -------------------------------------------------------------------- |
| Cao kỉ lục °C (°F)                                                   | 14.6 (58.3)                                                          | 19.8 (67.6)                                                          | 29.8 (85.6)                                                          | 33.5 (92.3)                                                          | 38.7 (101.7)                                                         | 40.2 (104.4)                                                         | 41.4 (106.5)                                                         | 36.2 (97.2)                                                          | 35.3 (95.5)                                                          | 30.5 (86.9)                                                          | 21.8 (71.2)                                                          | 16.4 (61.5)                                                          | 41.4 (106.5)                                                         |
| Trung bình ngày tối đa °C (°F)                                       | 2.3 (36.1)                                                           | 6.2 (43.2)                                                           | 13.3 (55.9)                                                          | 21.2 (70.2)                                                          | 27.2 (81.0)                                                          | 30.8 (87.4)                                                          | 31.7 (89.1)                                                          | 30.6 (87.1)                                                          | 26.5 (79.7)                                                          | 19.4 (66.9)                                                          | 10.3 (50.5)                                                          | 3.7 (38.7)                                                           | 18.6 (65.5)                                                          |
| Trung bình ngày °C (°F)                                              | −3.2 (26.2)                                                          | 0.3 (32.5)                                                           | 7.3 (45.1)                                                           | 15.0 (59.0)                                                          | 21.1 (70.0)                                                          | 25.0 (77.0)                                                          | 26.8 (80.2)                                                          | 25.7 (78.3)                                                          | 20.7 (69.3)                                                          | 13.2 (55.8)                                                          | 4.7 (40.5)                                                           | −1.5 (29.3)                                                          | 12.9 (55.3)                                                          |
| Tối thiểu trung bình ngày °C (°F)                                    | −7.8 (18.0)                                                          | −4.7 (23.5)                                                          | 1.5 (34.7)                                                           | 8.6 (47.5)                                                           | 14.5 (58.1)                                                          | 19.4 (66.9)                                                          | 22.5 (72.5)                                                          | 21.4 (70.5)                                                          | 15.5 (59.9)                                                          | 7.9 (46.2)                                                           | 0.0 (32.0)                                                           | −5.7 (21.7)                                                          | 7.8 (46.0)                                                           |
| Thấp kỉ lục °C (°F)                                                  | −19.6 (−3.3)                                                         | −17.8 (0.0)                                                          | −11.3 (11.7)                                                         | −2.2 (28.0)                                                          | 4.1 (39.4)                                                           | 10.3 (50.5)                                                          | 14.8 (58.6)                                                          | 13.4 (56.1)                                                          | 4.0 (39.2)                                                           | −4.2 (24.4)                                                          | −11.4 (11.5)                                                         | −16.5 (2.3)                                                          | −19.6 (−3.3)                                                         |
| Lượng Giáng thủy trung bình mm (inches)                              | 2.1 (0.08)                                                           | 5.8 (0.23)                                                           | 8.3 (0.33)                                                           | 22.3 (0.88)                                                          | 36.3 (1.43)                                                          | 71.0 (2.80)                                                          | 171.5 (6.75)                                                         | 109.3 (4.30)                                                         | 62.2 (2.45)                                                          | 29.3 (1.15)                                                          | 13.4 (0.53)                                                          | 2.0 (0.08)                                                           | 533.5 (21.01)                                                        |
| Số ngày giáng thủy trung bình (≥ 0.1 mm)                             | 1.4                                                                  | 2.0                                                                  | 3.0                                                                  | 4.5                                                                  | 6.4                                                                  | 10.2                                                                 | 12.0                                                                 | 10.1                                                                 | 7.1                                                                  | 4.8                                                                  | 3.0                                                                  | 1.4                                                                  | 65.9                                                                 |
| Số ngày tuyết rơi trung bình                                         | 2.6                                                                  | 2.3                                                                  | 1.0                                                                  | 0.1                                                                  | 0                                                                    | 0                                                                    | 0                                                                    | 0                                                                    | 0                                                                    | 0                                                                    | 1.6                                                                  | 2.4                                                                  | 10                                                                   |
| Độ ẩm tương đối trung bình (%)                                       | 48                                                                   | 45                                                                   | 42                                                                   | 45                                                                   | 50                                                                   | 61                                                                   | 73                                                                   | 75                                                                   | 69                                                                   | 63                                                                   | 58                                                                   | 50                                                                   | 57                                                                   |
| Số giờ nắng trung bình tháng                                         | 179.3                                                                | 181.7                                                                | 224.2                                                                | 236.5                                                                | 263.0                                                                | 219.1                                                                | 186.9                                                                | 199.5                                                                | 201.6                                                                | 190.6                                                                | 161.3                                                                | 166.4                                                                | 2.410,1                                                              |
| Phần trăm nắng có thể                                                | 59                                                                   | 60                                                                   | 60                                                                   | 59                                                                   | 59                                                                   | 49                                                                   | 41                                                                   | 48                                                                   | 55                                                                   | 56                                                                   | 54                                                                   | 57                                                                   | 55                                                                   |
| Nguồn: China Meteorological Administration                           |                                                                      |                                                                      |                                                                      |                                                                      |                                                                      |                                                                      |                                                                      |                                                                      |                                                                      |                                                                      |                                                                      |                                                                      |                                                                      |